# Nantoin
Nantoin is een plaats en voormalige gemeente in het Franse departement Isère in de regio Auvergne-Rhône-Alpes en telt 321 inwoners (1999). De plaats maakt deel uit van het arrondissement Vienne.

## Geschiedenis
Nantoin is op 1 januari 2019 gefuseerd met de gemeenten Arzay, Commelle en Semons tot de gemeente Porte-des-Bonnevaux. 

## Geografie
De oppervlakte van Nantoin bedraagt 9,4 km², de bevolkingsdichtheid is 34,1 inwoners per km².
De onderstaande kaart toont de ligging van Nantoin met de belangrijkste infrastructuur en aangrenzende gemeenten.

## Demografie
Onderstaande figuur toont het verloop van het inwonertal.